# Operazione mitra
Pour plus de détails, voir Fiche technique et Distribution.
Operazione mitra est un film de gangsters italien réalisé par Giorgio Cristallini et sorti en 1955.

## Synopsis
Stefano, un jeune homme à la recherche d'un emploi, qui vit avec sa mère dans une maison modeste, fréquente plusieurs amis louches à qui il emprunte de l'argent sans se mêler à leurs activités illégales.
Un soir, il se trouve dans une boîte de nuit et rencontre Marisa, dont il tombe amoureux, ce qui ne tarde pas à être réciproque. Pour la conquérir, il détourne l'argent de la mère de Marisa et se voit contraint de faire le guet lors d'un cambriolage organisé par ses amis, des malfrats menés par Aldo. Lorsque ce dernier se fait prendre peu avant le vol, Stefano n'hésite pas à prendre sa place et réalise le braquage, suivi de plusieurs autres. Marisa ne soupçonne pas l'origine de l'argent, mais lorsqu'elle voit un changement dans l'attitude de son amant, elle décide de lui parler ouvertement. Elle se rend à l'endroit où elle croit que se trouve son bureau, mais entre dans la maison de la mère de Stefano qui lui révèle la vérité. Après une confrontation dramatique avec son homme, elle décide de le dénoncer à la police par une lettre anonyme dans laquelle on l'avertit que l'auteur des vols arrivera au port de la ville pendant la nuit.
Lorsque Stefano arrive, ignorant la présence de la police, Marisa l'avertit de fuir et tire elle-même sur les policiers avant de se noyer dans les eaux du port. Après un dernier braquage raté dans une usine, Stefano et Aldo ainsi que les autres membres du gang sont pourchassés sur l'autoroute. Aldo est tué lors d'une fusillade et Stefano, errant dans la ville avec frénésie, tente d'embarquer sur un bateau pour s'expatrier, mais les policiers présents le reconnaissent ; continuant à tirer, il grimpe sur une grue du port mais, presque arrivé au sommet, il se trompe de pied et tombe par terre.

## Fiche technique
- Titre original italien  : Operazione mitra[1],[2]
- Réalisateur : Giorgio Cristallini
- Scénario : Giorgio Cristallini, Piero Regnoli, Edoardo Anton, Luciano Palomba
- Photographie : Carlo Carlini
- Montage : Jolanda Benvenuti (it)
- Musique : Mario Nascimbene
- Décors : Sergio Baldacchini
- Maquillage : Franco Palombi
- Production : Mariella Lotti
- Société de production : Roberta Film, Nevada Film
- Pays de production :  Italie
- Langue originale : italien
- Format : Noir et blanc
- Durée : 92 minutes
- Genre : Film de gangsters
- Dates de sortie :
  - Italie : 23 février 1955

## Distribution
- Steve Barclay (en) : Stefano Carli
- Marina Berti : Marisa Rossi
- Piero Lulli : Aldo Scorsonetti
- Liliana Tellini : Elda Spagnoli
- Roberto Risso : Marco Fornari
- Vickie Henderson : la danseuse
- Margherita Bagni : Mme Carli, la mère de Stefano